# 盛實海翔
盛實 海翔（もりざね かいと、1997年8月26日 - ）は、埼玉県出身のバスケットボール選手である。ポジションはシューティングガード。身長186cm、体重78kg。B.LEAGUE・レバンガ北海道に所属している。

## 来歴
上尾市立大石中学校から秋田県立能代工業高等学校を経て専修大学に進学し、在学中の2018年12月、サンロッカーズ渋谷に特別指定選手登録され、卒業後にプロ契約。
背番号は大学では34を付けているが、渋谷ではライアン・ケリーが付けているため44となる。
2024年6月、レバンガ北海道に移籍。